# Georg von Alfthan
Georg von Alfthan, född 26 oktober 1828 i Viborg, död 4 februari 1896 i Helsingfors, var en finländsk ämbetsman.
Alfthan genomgick Finska kadettkåren och inträdde i rysk militärtjänst. Under kriget 1854–55 och senare var han anställd vid staben i Finland, och 1856–58 ledde han arbetena rörande militära rekognosceringar i landet samt utarbetade som resultat därav en avhandling på ryska, Materialier till Finlands statistik (utgiven 1859 av ryska generalstaben) och en väggkarta över Finland (1862). Hans stora kännedom om landet kom honom väl till pass under hans följande civila ämbetsmannabana. Han blev guvernör i Uleåborgs län 1863 och i Nylands län 1873, generallöjtnant 1879 samt chef för senatens jordbruksexpedition 1888 och för dess kommunikationsexpedition 1892. Han adlades 1866 (von Alfthan) och blev friherre 1886. 
Alfthan var en av Finlands mest framstående länshövdingar under 1800-talet. För att lindra följderna av den stora missväxten 1867 vidtog han lämpliga och kraftiga åtgärder, och Uleåborgs län repade sig hastigt under hans ledning. Särskilt utövade han inflytande på kommunikationsväsendets förbättrande, både såsom guvernör, regeringsmedlem och lantdagsman; likaså arbetade han med iver för utvecklingen av den kommunala självstyrelsen och för folkbildningen. Inom regeringen intog han från början en framskjuten ställning, och han var medlem av flera av de rysk-finländska konferenser, som från år 1890 blev en allt vanligare företeelse. 
Han var äldre bror till författaren och förläggaren Johannes Alfthan samt far till Kristian Axel von Alfthan.